# Digital 3&4
Digital 3&4 est un consortium composé d'ITV, de STV Group et de Channel Four Television Corporation, qui exploite un multiplexage de diffusion à partir d'un certain nombre de sites d'émetteurs au Royaume-Uni, diffusant des chaînes de télévision et de radio, ainsi que des services interactifs, d'ITV et Channel 4. Contrairement à d'autres multiplexages, le diffuseur régional ITV a le contrôle sur les services qui doivent être diffusés sur la quantité de capacité qui leur est allouée, ce qui entraîne de petites différences régionales à travers le pays.

## Chaînes de télévision
- ITV / STV
- ITV +1 / STV +1
- ITV2
- ITV3
- ITV4
- ITVBe
- Channel 4
- S4C (Pays de Galles seulement)
- Channel 4 +1
- Film4
- More4
- E4
- E4 +1
- Channel 5
- Freeview Information page

## Traduction
- (en) Cet article est partiellement ou en totalité issu de l’article de Wikipédia en anglais intitulé « Digital 3&4 » (voir la liste des auteurs).

1. ↑  (en) Kisung Park, Who Controls the Korean Policy Making?, Lulu.com, 2008, 340 p. (ISBN 9781430321538, lire en ligne), p. 97